# Pieczęć stanowa Minnesoty

Obecna pieczęć stanowa Minnesoty

Wielka Pieczęć Stanu Minnesota jest pieczęcią stanową stanu Minnesota w Stanach Zjednoczonych, przyjęta 11 maja 2024 r., wraz z flagą stanową, z okazji Dnia Stanu. Przedstawia nura lodowca, ptaka stanowego Minnesoty, dziki ryż, zboże stanowe i Gwiazdę Polarną, reprezentującą motto stanu (L’Étoile du Nord), a jego motywem przewodnim jest przyroda Minnesoty. W wewnętrznym okręgu znajduje się fraza „Mni Sóta Makoce”, termin w języku Dakotów, który dał początek nazwie stanu, oznaczający „ziemię, w której woda odbija niebo”

## Pieczęcie historyczne

Pieczęć Minnesoty używana od 1983 do 2024
Dawna pieczęć stanu Minnesoty używana od 1858 do 1971